# Mistrzostwa Europy w Lekkoatletyce 1950 – rzut dyskiem kobiet

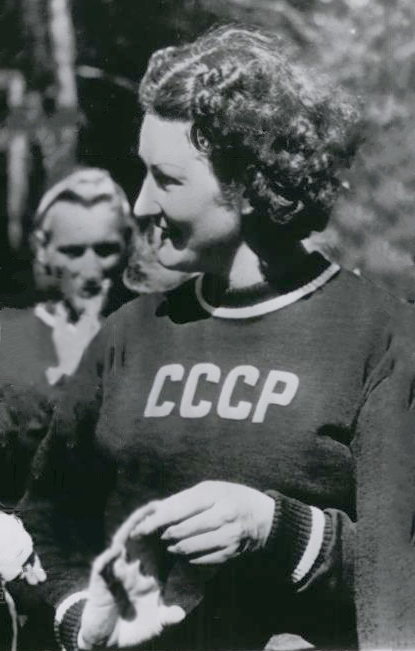
Nina Dumbadze

Rzut dyskiem kobiet był jedną z konkurencji rozgrywanych podczas IV Mistrzostw Europy w Brukseli. Rozegrano od razu finał 25 sierpnia 1950. Zwyciężczynią tej konkurencji została obrończyni tytułu mistrzowskiego z 1946, reprezentantka ZSRR Nina Dumbadze. W rywalizacji wzięło udział dwanaście zawodniczek z siedmiu reprezentacji.

## Rekordy
| Rekord świata     | Nina Dumbadze (SUN) | 53,25 | Moskwa, ZSRR   | 08.08.1948 |
| Rekord Europy     | Nina Dumbadze (SUN) | 53,25 | Moskwa, ZSRR   | 08.08.1948 |
| Rekord mistrzostw | Nina Dumbadze (SUN) | 44,80 | Oslo, Norwegia | 23.08.1946 |

## Wyniki
| Miejsce | Zawodniczka          | Wynik | Uwagi |
| ------- | -------------------- | ----- | ----- |
| 1       | Nina Dumbadze        | 48,03 | CR    |
| 2       | Rimma Szumska        | 42,25 |       |
| 3       | Edera Cordiale       | 41,57 |       |
| 4       | Micheline Ostermeyer | 41,22 |       |
| 5       | Julija Matej         | 40,58 |       |
| 6       | Paulette Veste       | 37,86 |       |
| 7       | Gabre Gabric-Calvesi | 37,73 |       |
| 8       | Lotte Haidegger      | 37,40 |       |
| 9       | Đurđa Borovec        | 37,07 |       |
| 10      | Anna Andriejewa      | 36,26 |       |
| 11      | Gretel Bolliger      | 31,46 |       |
| 12      | Jaroslava Jungrová   | 27,17 |       |